# Migas cumberi
Migas cumberi är en spindelart som beskrevs av Wilton 1968. Migas cumberi ingår i släktet Migas och familjen Migidae. Inga underarter finns listade i Catalogue of Life.